# Osho
Rajneesh Chandra Mohan Jain  (Kuchwada, 11 de desembre de 1931 - Poona, 19 de gener de 1990), va ser un guru indi iconoclasta i molt controvertit, dit igualment Bhagwan Shree Rajneesh i posteriorment com a Osho, nom amb què també es coneix el moviment que va crear.
Va viure primer a l'Índia i després en altres països, principalment als Estats Units, on va fundar un centre espiritual a l'Oregon. És el creador del que ell va anomenar la "meditació dinàmica" i una de les influències majors de la New Age. La seva actitud envers la sexualitat, qualificada a l'època d'especialment permissiva, i els consells que donava als seus seguidors sobre aquest tema van fer que als EUA se li donés el malnom de "sex guru". Diversos problemes amb la justícia van contribuir al declivi de les seves comunitats fins que van desaparèixer. Tot i així, roman un autor molt popular en l'actualitat.
Els ensenyaments d'Osho se centren a abordar, des de diferents angles i amb diferents tècniques, el desenvolupament de la consciència humana fins a aconseguir el grau conegut com a "il·luminació". Segons Osho, la seva millor font per parlar de la consciència humana era l'experiència pròpia. Per a ell, la naturalesa veritable de l'individu resideix en la seva consciència, o la capacitat de testimoniar allò percebut pels sentits, a conseqüència de la pràctica de la meditació. La meditació permetria a l'individu transcendir la identificació amb l'ego, rebutjant les projeccions d'identitats falses creades per la ment.
Tot i que en el seu ensenyament Osho destaca que el present és l'única realitat i que el passat i el futur són il·lusions de la ment, els seus seguidors li atribueixen algunes profecies.

## Biografia
Primogènit d'una modesta família de mercaders de la religió jainista, va ser criat pels seus avis materns fins a vuit anys, fet que el va influir profundament. La seva àvia li va fer de mare i amb el seu esperit d'obertura, va fer que l'ascetisme, la repressió sexual i material, l'odi del cos propi i de la dona, comuns en el jainisme, no l'afectessin.
A la universitat es va fer famós pels debats entre estudiants, molt populars a l'Índia. Va obtenir el títol i la medalla d'or de Campió de Debats de tot el país. El 1956 va rebre el seu màster en filosofia amb primera classe d'honors a la universitat de Sagar.

### Inici de l'ensenyant
El 21 de març de 1953, a l'edat de 21 anys, Rajneesh va afirmar haver atès la il·luminació. D'aquesta experiència, Osho en va dir: "Ja no busco res. L'existència m'ha obert totes les seves portes. Ni tan sols puc dir que pertanyo a l'existència, perquè sóc una part d'aquesta ... Quan un capoll floreix, jo floreixo amb aquest. Quan el sol surt, jo surto amb ell. L'ego, que manté les persones separades, ja no és present en mi. Sóc part de la natura, el meu ésser és part del tot ..."
Després d'un període com a professor a la universitat de Jabalpur, renuncia al seu lloc per viatjar per tota l'Índia fent xerrades.
El 1968, es va establir a Bombai. Dos anys més tard, va crear la seva meditació dinàmica, tècnica que ajuda a deturar la ment i a alliberar-la de lligams i traumes mitjançant la catarsi. Més tard va ensenyar altres meditacions amb música i danses: kundaliní, nataraja (tècniques sufís) i nadhabrama, relacionades amb l'energia auditiva.

### Àixram de Poona
A partir de 1970 van arribar fins a ell nombrosos occidentals interessats en la recerca de si mateixos i en experimentar la seva meditació dinàmica. El 21 de març de 1974, va fundar l'àixram de Poona, centre que va assolir fama mundial. A més d'ensenyar les seves meditacions, incloïa grups i tallers que combinaven mètodes orientals amb psicoteràpia occidental. Al mateix temps incorporava tècniques de rolfing, bioenergia, reiki, tai-txi i rebirthing. El 1980, Osho tenia uns 250.000 deixebles arreu del món, que es vestien amb tons del sol naixent, batejats per la premsa com "els vermells". A Poona feia una xerrada matinal, que era seguida per la meditació dinàmica.

### Estada als Estats Units

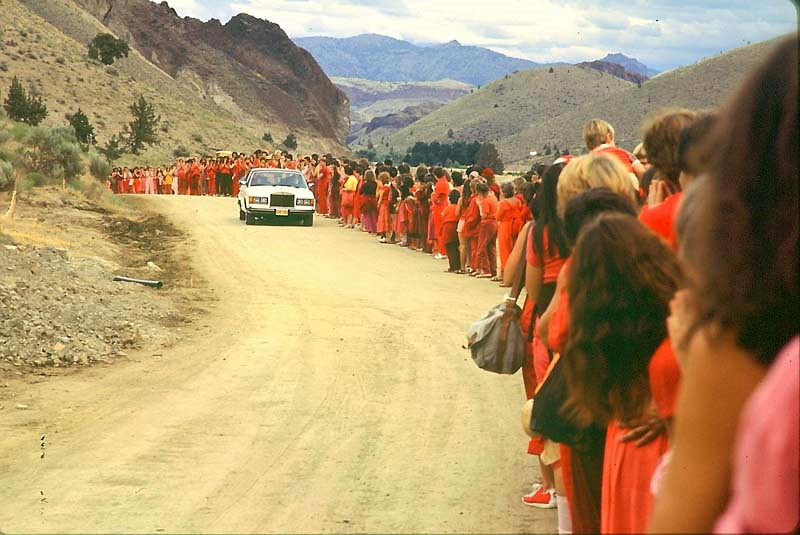
Osho en un Rolls Royce

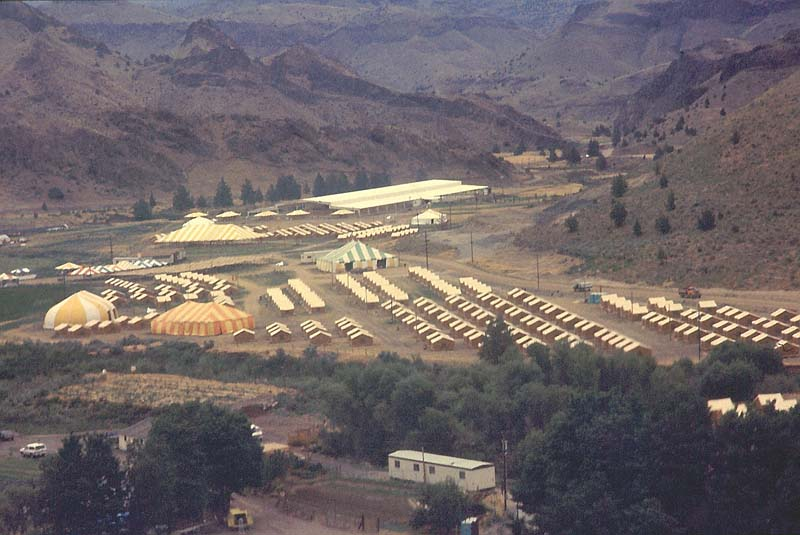
Festival de 1983 a Rajneeshpuram

Una afecció congènita de la columna deteriorava a poc a poc la seva salut. Va començar a tenir detractors, dirigents religiosos de les esglésies d'Orient i d'Occident criticaven públicament els seus discursos que preconitzaven el control de la natalitat per evitar tanta pobresa, entre altres postulats moderns i oberturistes.
L'1 de maig de 1981, Osho va entrar en una etapa de silenci. La seva salut empitjorava. Els seus metges van decidir portar-lo als Estats Units per operar-lo de la columna. Els seus adeptes li van regalar terres a Oregon i van crear Rajneeshpuram, una ciutat per a 500 persones residents però amb capacitat per rebre'n 20.000.
Encara que va recuperar en bona part la seva salut, l'etapa nord-americana va ser tensa i crítica per Osho. El govern conservador de Ronald Reagan rebutjava l'existència de Rajneeshpuram i buscava pretextos per destruir-la. A l'octubre de 1984, el mestre va trencar el vot de silenci i el 1985 va recomençar a fer xerrades públiques. La fustigació del govern creixia i l'oportunitat per deslliurar-se d'Osho es va presentar el 14 de setembre de 1985, quan la seva secretària, Ma Anand Sheela, va cometre diverses irregularitats, entre les quals un intent d'enverinament del metge del mestre i es va escapar amb 40 milions de dòlars, propietat de la comunitat. El que volia Sheela era diners, poder i prestigi i en dir Osho que ningú seria el seu successor en la direcció de la comuna, ella es va sentir decebuda i va fer tot el possible per perjudicar-lo. Osho va obrir les portes al govern perquè investigués i, al final, com que no van trobar res de delictiu, el van acusar d'infringir les lleis d'immigració, i l'enviaren a la presó.
Els seus advocats van aconseguir excarcerar-lo al novembre del 1985, pagant una fiança de 40.000 dòlars amb el compromís que no tornaria als Estats Units durant cinc anys. El govern va pressionar altres països perquè no li permetessin d'entrar, el que va donar lloc al veto d'accés per part de 21 nacions que van rebutjar la seva presència negant-li el visat i impedint-lo, de vegades, fins i tot descansar als aeroports.
El 4 de gener de 1987 va tornar a Poona i al cap d'un any i mig, al juliol de 1988, va voler dirigir de nou una meditació al final del discurs de la tarda. A aquesta època va crear una nova tècnica meditativa: la Rosa Mística.
D'altra banda, l'any 1989 volia esborrar el seu passat i reparar el mal fet per Sheela (que anys enrere havia publicat un llibre anomenat Rajneesh, en el qual volia promoure una mena de catecisme, a la qual cosa ell es va oposar puix que ell deia "sigues tu mateix" canviant el nom de Bhagwan Rajneesh pel d'Osho. Sobre aquest últim sobrenom s'explica perquè sempre deia als seus deixebles que havien de fondre's en la realitat, com una gota d'aigua a l'oceà i això és el que vol dir Osho: "dissolent-se a l'oceà". "No és el meu nom" deia "és una paraula curativa".

### Mort
El gener de 1990 el seu metge li observa un pols irregular i li suggereix un xoc elèctric cardíac per mirar de regular-lo. Osho respon "No, deixeu-me marxar. L'existència ha decidit que és l'hora... La meva presència serà més forta sense l'infern del meu cos torturat". El seu metge afirma que el patiment és l'efecte del verí de les presons americanes on ruixaven els matalassos amb tal·li (metall tòxic) com a raticida. Cada dia se sentia més feble, no podent pronunciar discursos, incapaç de caminar fins al Gautama Budha Auditòrium. El dia 18 no es va llevar i va morir a les 17h30 del 19 de gener a l'edat de 58 anys, deixant un llegat de 108 tècniques de meditació activa perquè l'home occidental s'acosti a la meditació.